# Lampetra tridentata
A lampreia-do-pacífico (Lampetra tridentata) é um peixe do género Lampetra. Esta lampreia desova na água doce e os adultos morrem em seguida. As larvas de amocetes permanecem enterradas no leito dos rios cinco ou seis anos e só depois passam à forma adulta e migram para o oceano. Os adultos passam 12 a 20 meses no mar antes de voltar aos rios para a desova.